# Mieko Ouchi
 (mars 2019).
Si vous disposez d'ouvrages ou d'articles de référence ou si vous connaissez des sites web de qualité traitant du thème abordé ici, merci de compléter l'article en donnant les références utiles à sa vérifiabilité et en les liant à la section « Notes et références ».
Mieko Ouchi (née en 1969) est une actrice, réalisatrice et dramaturge canadienne.  Elle est surtout connue pour sa pièce Le prêtre rouge (Huit façons de dire au revoir) , qui a remporté le prix Carol Bolt et a été sélectionnée pour le Prix du Gouverneur général pour le théâtre de langue anglaise aux Prix du Gouverneur général de 2004. 

## Biographie
Diplômée du programme de théâtre de l'Université de l'Alberta, Ouchi est basée à Edmonton , en Alberta , où elle est codirectrice artistique de la compagnie Concrete Theatre.  Ses autres pièces incluent The Blue Light , Nisei Blue , Silver Arrow: L'histoire inédite de Robin Hood , Décisions, Décisions , Par cette séparation , Le vieil homme et le Bouddha , Je suis pour vous et le consentement .  Elle a également été metteur en scène et cinéaste, notamment dans les courts métrages Shepherd's Pie and Sushi , By This Parting et Samurai Swing .  En 2001, elle remporte un prix Elizabeth Sterling Haynes pour avoir dirigé une production de Slowly, Un échange qui se déroule de José Teodoro.  En tant qu'actrice, elle a joué dans de nombreux rôles sur scène dans le film d'Anne Wheeler , The War Between Us, et a joué un rôle récurrent dans la série télévisée The Guard . 